# Setvena tibialis
Setvena tibialis is een steenvlieg uit de familie Perlodidae. De wetenschappelijke naam van de soort is voor het eerst geldig gepubliceerd in 1914 door Banks.